# Dynastie Petrovićů-Njegošů
Dynastie Petrovićů-Njegošů (srbsky: Династија Петровић-Његош, Dinastija Petrović-Njegoš) nebo jen Petrovićové-Njegošové je starý srbský/černohorský šlechtický rod původem z hranic Černé Hory s Bosnou, jenž v letech 1696–1918 tvořil postupně vládnoucí vladyckou, knížecí a nakonec královskou dynastii v Černé Hoře. Během první světové války tato dynastie na krátkou dobu vládla i části Albánie, dnešního Kosova a pobřeží Chorvatska. V roce 1918 byli Petrovićové-Njegošové sesazeni a Černá Hora sloučena se Srbskem a později s Jugoslávií.

## Původ
Přestože se jedná o dynastii ryze černohorskou, její členové žili dlouhou dobu v Bosně a do Černé Hory se pravděpodobně začali stěhovat během vlády Ivana I. Crnojeviće. Petrovićové-Njegošové se později usadili ve vesnici Njeguši nedaleko historického hlavního města Cetinje.

## Novější historie
V roce 1916 byla Černá Hora po mnoha bojích obsazena Rakousko-Uherskem a členové královské rodiny byli nuceni odejít ze země do exilu v Itálii a následně ve Francii, kde žijí její členové dodnes. Tehdejší francouzský prezident Raymond Poincaré uznal tehdejší vládu jako exilovou. Srbové využili nepřítomnosti krále a královny a 20. července 1917 vydali deklaraci na Korfu (jenž prohlašovala vytvoření nového království Srbů, Chorvatů a Slovinců pod vládou srbské dynastie Karađorđevićů), která vyšla v platnost po následné anexi Černé Hory o den později a sesazením krále Nikoly I. z černohorského trůnu 26. listopadu 1918. Tímto dnem tedy skončila vláda dynastie Petrovićů-Njegošů na černohorském trůně.
5. května 1941 bylo vyhlášeno druhé Černohorské království, které ve skutečnosti fungovalo pouze jako loutkový stát nejdříve pod vedením Mussoliniho fašistické Itálie, po její kapitulaci Třetí říše.  Černohorská koruna byla nabídnuta korunnímu princi Michaeli Petroviću-Njegošovi, který ji k údivu Černohorců odmítl, neboť již slíbil věrnost králi Jugoslávie (i když by uvítal nezávislost své rodné země). Tím však sebe a svou manželku, korunní princeznu Geneviève dostal do vězení a země zůstala bez panovníka. Korunu odmítli také ruská knížata Roman Petrovič a jeho syn Mikuláš Romanovič (potomci černohorské princezny Milicy Petrović-Njegoš) a tak byl do čela státu dosazen pouze italský guvernér.

Královská standarta korunního prince Nikoly II.

Díky sňatkové politice krále Nikoly I. Petroviće-Njegoše (v jejíž svazcích vždy hrála velkou roli láska mezi manžely) se členové dynastie stali příslušníky několika důležitých evropských vládnoucích rodin (např. Karađorđevićů, Obrenovićů, Savojských, Romanovců nebo méně významných Battenbergů, Meklenbursko-Štrelických aj.).
Současnou hlavou dynastie je korunní princ Nikolas, žijící v exilu ve Francii, jenž se veřejně hlásí k dědictví Černohorského království a několikrát také učinil veřejné prohlášení, že je ochoten nastoupit na trůn svých předků, pokud by to bylo výslovným přáním Černohorců. Otázka obnovení monarchie vždy byla a stále je v Černé Hoře tématem k mnoha vážným úvahám. 15. dubna 2011 vláda Černé Hory informovala černohorskou královskou rodinu o novém návrhu zákona rehabilitujícího královskou rodinu s vytvořením nadace pro dynastii Petrovićů-Njegošů v čele s hlavou dynastie. Zákon zahrnuje postupné navrácení zkonfiskovaného královského majetku mezi lety 1917–1918, kulturní, humanitární a rozvojovou podporu, či zajištění černohorského státního občanství všem členům královské rodiny.

## Vladykové černohorští (knížata-biskupové; 1696–1852)
- Danilo I. Štěpán (1696–1735)
- Sáva II. (1735–1782)

Erb černohorských vladyků

- Vasil III. (1750–1766, společně se Savou II.)
  - Arsenije II. Plamenać (1781–1782; regent – převzal hodnost, ale ne pozici panovníka
- Petr I. (svatý Petr Cetinjský, 1782–1830)
- Petr II. Tomáš (1830–1851)
  - Pero Jiří (1851–1852; regent – převzal hodnost, ale ne pozici panovníka)
- Danilo II. (1851–1852; v roce 1852 prohlášen knížetem jako Danilo I.)

## Knížata černohorská (1852–1910)

Erb černohorských králů

- Danilo I. (1852–1860); do roku 1852 vladykou jako Danilo II.)
- Nikola I. Mirkov (1860–1910; v roce 1910 prohlášen králem)

## Králové černohorští (1910–1918)

Erb černohorských knížat

- Nikola I. Mirkov (1910–1918; do roku 1910 knížetem)

## Hlavy rodu po roce 1918 a titulární králové
- Nikola Mirkov (1918–1921; titulární král)
- Daniel Alexandr (1921–1921; korunní princ, titulární král jako Danilo III., jenž abdikoval na svou funkci šest dní po zvolení ve prospěch svého synovce Michaela)
- Michael (1921–1986; korunní princ, titulární král jako Michael I.)

Současní členové královské rodiny:
- Jeho královská výsost korunní princ Nikolas Michael František (1986–současnost; korunní princ, titulární král jako Nikola II.), velkovévoda Grahovský a Zetský, hrabě Petrović-Njegošský ∞ Její královská výsost korunní princezna Francine Adèle (zesnulá)
  - Jeho královská výsost dědičný princ Boris Élliot Nikola Danilo, velkovévoda Grahovský a Zetský ∞ Její královská výsost dědičná princezna Véronique, hraběnka Canas da Silva
    - Její výsost princezna Milena Anna

  - Její královská výsost princezna Altinaï Esmée ∞ Jeho královská výsost princ Anton
    - Jeho výsost princ Nikolas Baltazar

Následníkům černohorského trůnu náleží od roku 1900 automaticky titul velkovévoda Grahovský a Zetský.

## Galerie

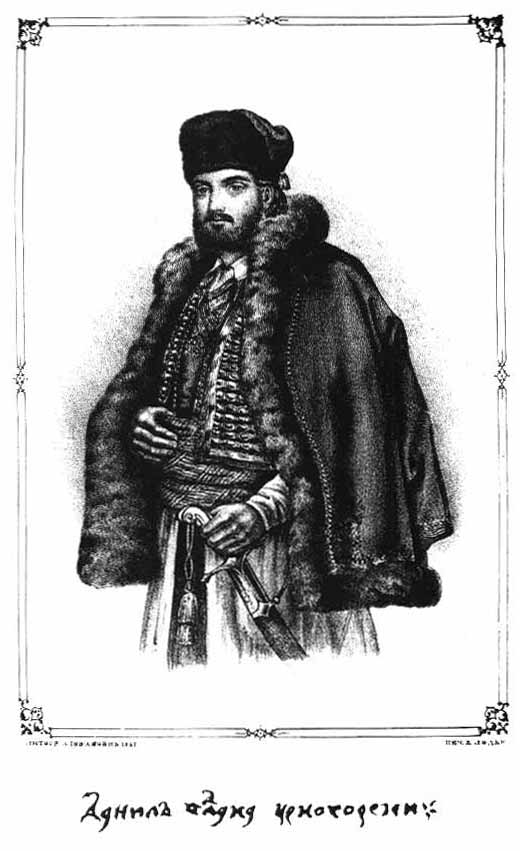
Danilo I. Štěpán
Sáva II.
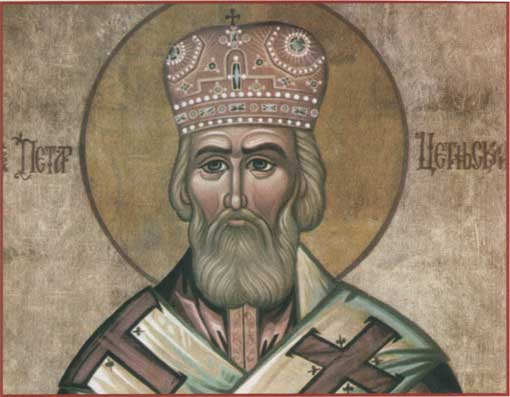
Petr I.
Petr II. Tomáš
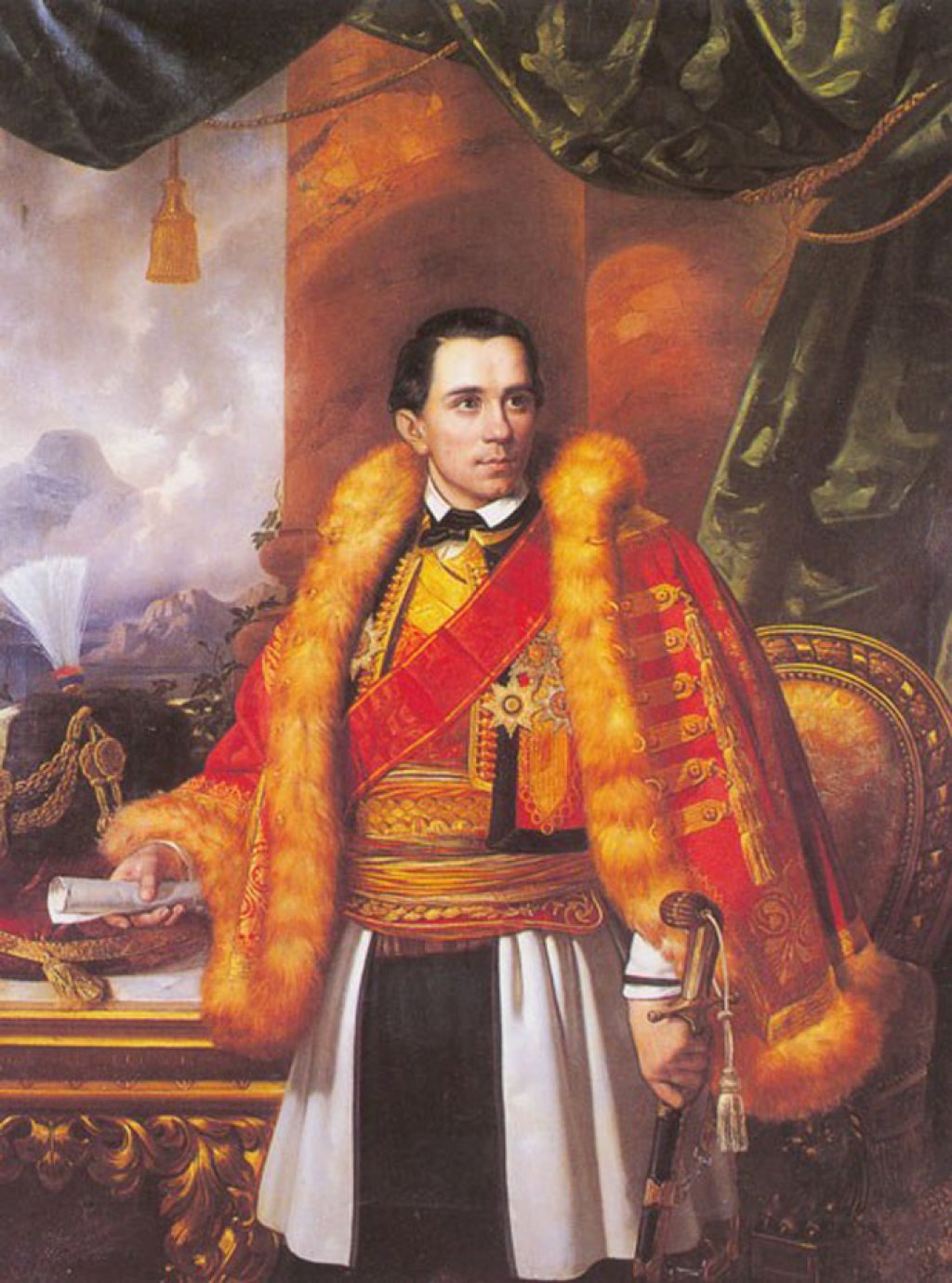
Danilo I./II.
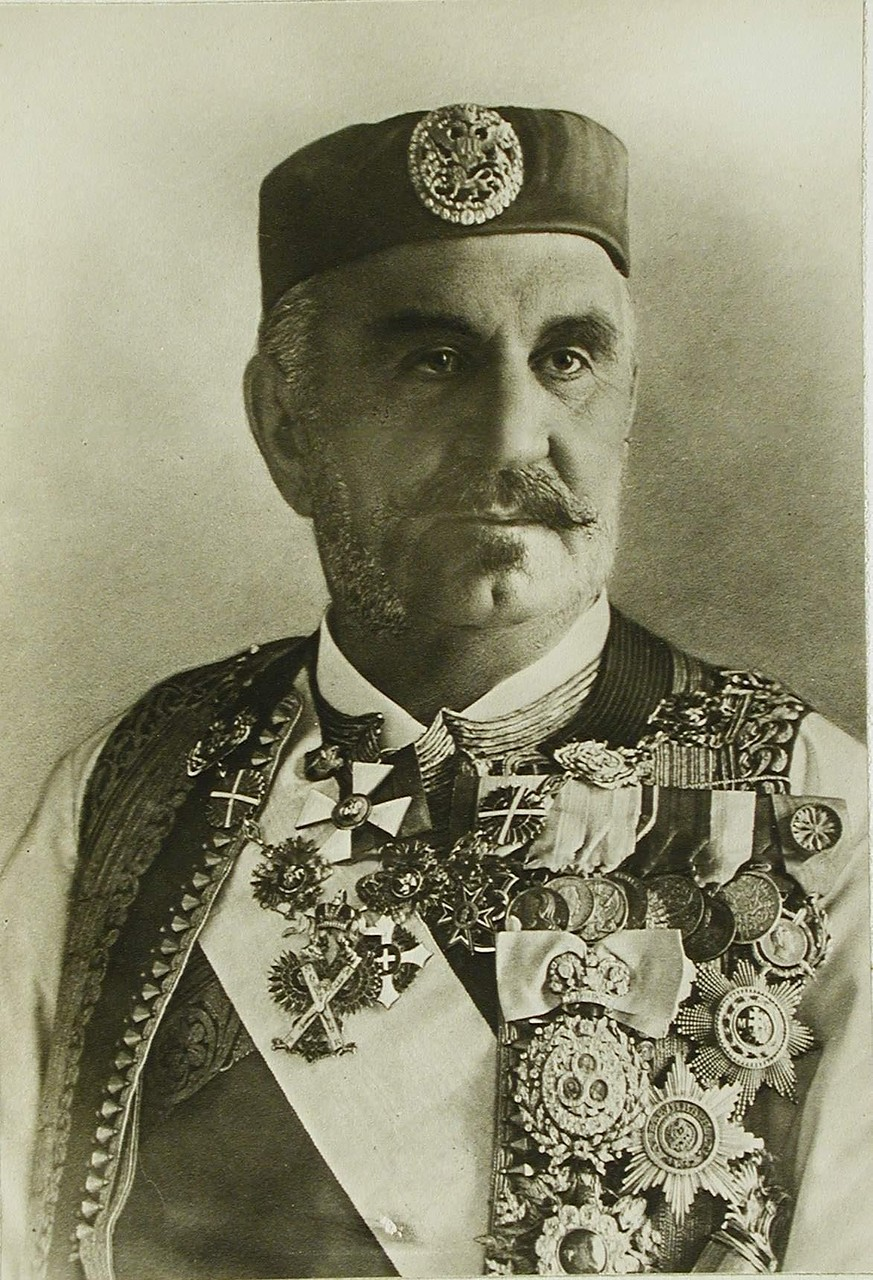
Nikola I.
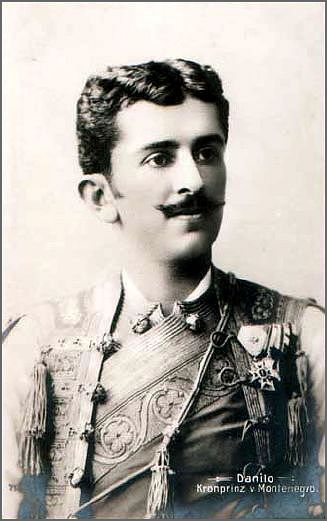
Danilo Alexandr
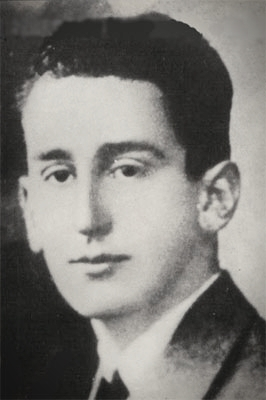
Michael